# Hoffmanns-Springaffe
Der Hoffmanns-Springaffe (Plecturocebus hoffmannsi, Syn.: Callicebus hoffmannsi) ist eine Primatenart aus der Unterfamilie der Springaffen innerhalb der Familie der Sakiaffen (Pitheciidae).

## Merkmale
Hoffmanns-Springaffen sind, wie alle Springaffen, relativ kleine Primaten mit flauschigem Fell, einem kleinen, rundlichen Kopf und einem langen, buschigen Schwanz. Das Fell ist am Rücken, an den Flanken, an der Oberseite des Kopfes und an der Außenseite der Gliedmaßen grau gefärbt, wobei die Färbung auf der Oberseite des Rückens ins olivgrüne schlagen kann. Der Bauch und die Innenseiten der Gliedmaßen sind stark kontrastierend gelblich oder weiß. Der Schwanz, der länger als der Körper ist, ist schwarz und hat im Gegensatz zu verwandten Arten keine weiße Spitze. Entlang der Stirn kann sich ein schwarzer Querstreifen erstrecken, an den Backen und an der Kehle befinden sich lange, gelblich-weiße, bartähnliche Haare.

## Verbreitung und Lebensraum

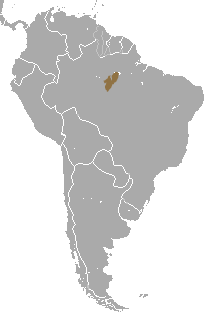
Verbreitungsgebiet (braun)

Das Verbreitungsgebiet der Hoffmanns-Springaffen liegt im östlichen Amazonasbecken in Brasilien. Sie leben in der Region, wo der Rio Tapajós in den Amazonas mündet, südlich des Amazonas und westlich des Tapajós. Ihr Lebensraum sind tief gelegene Wälder.

## Lebensweise
Über die Lebensweise des Hoffmanns-Springaffen ist kaum etwas bekannt, vermutlich stimmt sie mit der der übrigen Springaffen überein. Sie sind tagaktive Baumbewohner, die sich auf allen vieren und gelegentlich springend fortbewegen. Springaffen leben in monogamen Familiengruppen, bei denen die Partner oft ihr Leben lang zusammenbleiben. Diese Gruppen bewohnen ein festes Revier, das sie mit morgendlichen Duettgesängen markieren. Ihre Nahrung besteht vorwiegend aus Früchten, in geringerem Ausmaß nehmen sie Blätter und andere Pflanzenteile sowie eventuell Insekten zu sich. Die Väter beteiligen sich intensiv an der Jungenaufzucht, sie tragen das Junge und bringen es der Mutter nur zum Säugen.

## Gefährdung
Da Hoffmanns-Springaffen in einem großen, von Menschen relativ unberührten Verbreitungsgebiet leben, sind sie laut IUCN nicht gefährdet.
In Europa wird die Art nicht mehr gepflegt, ehemaliger Halter ist in den 1960er Jahren Köln.

## Belege
1. ↑    ZTL 18.6